# Brigitte Broch
Brigitte Broch (Köslin, Pomerània, 21 de novembre de 1943) és una dissenyadora de producció germànico-mexicana.

## Vida personal
Broch és una ciutadana naturalitzada mexicana. Ha estat nominada a la categoria de l'Oscar al millor disseny de producció.
- Nominada als Premis Oscar de 1996 per Romeo + Juliet. Nominació compartida amb Catherine Martin. Va ser derrotada per El pacient anglès.[2]
- Guanyadora dels Premis Oscar de 2001 Moulin Rouge!. Victoria Compartida amb Catherine Martin.[3]

## Filmografia
- Romeo + Juliet (1996)
- Amores perros (2000)
- Moulin Rouge! (2001)
- Las mujeres de verdad tienen curvas (2002)
- 21 grams (2003)
- Babel (2006)
- The Reader (2008)
- Vantage Point (2008)
- Biutiful (2010)
- Safe House (2012)